# نظام حقوق المرأة في الإسلام (كتاب)
نظام حقوق المرأة في الإسلام هو كتاب باللغة الفارسية، من تأليف العالِم الديني الشيعي الإيراني مرتضى المطهري، يناقش فيها المسائل المختصة بالمرأة وحقوقها وما يرآه الإسلام تجاهها وتناسبه مع الفطرة الإلهية السليمة.

## مرتضى المطهري
مرتضى بن محمد حسين المطهري، ولد في مدينة فريمان التابعة لمحافظة خراسان عام 1920م. بعد إكماله لدراسة الابتدائية، سافر إلى مدينة مشهد لدراسة المعارف الدينية، بعدها ذهب إلى مدينة قم، وهو من تلامذة الفيلسوف والمفسر محمد حسين الطباطبائي، وروح الله الخميني، قُتل في طهران على يد مجموعة تدعى بـفرقان عام 1980م.

## التعريف بالكتاب
هذا الكتاب عبارة عن مجموعة مقالات كتبها مرتضى مطهري في عامي 1966- 1967م في مجلة باللغة الفارسية (امرأة اليوم) بعنوان «المرأة في القانون الإسلامي».

## فهرسة الكتاب
1. الخِطْبة وطلب الرجل يد المرأة.
2. الزواج المؤقت (المتعة).
3. المرأة والاستقلال الاجتماعي.
4. الإسلام وتجدد الحياة.
5. مكانة المرأة في القرآن.
6. الكرامة وحقوق الإنسان.
7. الاسس الطبيعية لحقوق الاسرة.
8. الفوارق بين المرأة والرجل
9. المهر
10. النفقة
11. الإرث
12. الطلاق
13. تعدد الزوجات

## من المسائل التي طُرحت في الكتاب

### طلب الرجل ليد المرأة
يناقش المؤلف هذه المسألة وأنها ليست إهانة للمرأة، وأنّما فيها تناسب مع طبيعة خلقة كل من الرجل والمرأة، حيث أن الرجل مظهر للطالب والمُحب والمرأة مظهر للمطلوب والمحبوب، فذهاب الرجل خلف المرأة فيه حفظ لكرامة المرأة واحتراماً لها على خلاف ذلك، فالمرأة لا تستطيع أن تطلب رجلاً للزواج ويأتي الرفض منه، بينما طبيعة الرجل لها القدرة على طلب يد المرأة للزواج وتقبُل الرفض منها ويذهب بعدها إلى أمرأة آخرى إلى أن تقبله إحداهم

## انظر ايضاً
- حقوق المرأة
- المرأة في الإسلام
- المرأة في القرآن
- المفصل في أحكام المرأة والبيت المسلم في الشريعة الإسلامية (كتاب)

## وصلات خارجية
- نظام حقوق زن در اسلام
- جمال المرأة وجمالها لجوادي آملي